# Xbox Wireless Controller
O Xbox Wireless Controller é o principal controlador de jogo para os consoles de videogame doméstico Xbox One e Xbox Series X/S, também o controlador oficial para uso em PCs baseados em Windows e compatível com outros sistemas operacionais como macOS, Linux, iOS, e Android. O controlador mantém o layout geral encontrado no controlador do Xbox 360, mas com vários ajustes em seu design, como um formato revisado, manípulos analógicos redesenhados, botões de ombro e gatilhos, junto com novos motores de vibração dentro dos gatilhos para permitir direcionamento do feedback háptico.
Ele teve três revisões com diversas alterações no design e funcionalidade do controlador. A Microsoft também comercializa o Elite Wireless Controller, uma versão premium que inclui peças intercambiáveis e recursos de programação. Por sua vez, cada uma das variações mencionadas foi oferecida em vários esquemas de cores, alguns apresentando designs especiais vinculados a jogos específicos. O Xbox Series X e Series S introduziram uma versão atualizada do controlador, com mais refinamentos em seu formato e ergonomia.

## Layout
O controlador do Xbox One mantém aproximadamente o mesmo layout do controlador do Xbox 360, incluindo quatro botões frontais principais, dois protetores de ombro, dois gatilhos analógicos, dois manípulos analógicos e um D-pad digital. Os botões Iniciar e Voltar são substituídos pelos botões Menu e Visualizar, enquanto o botão Guia, agora oficialmente chamado de botão Xbox (embora este fosse apenas um apelido comum para ele no controlador do Xbox 360), consiste em um logotipo Xbox retroiluminado branco e não possui o anel de luz que servia de indicador do número atribuído ao controlador (1 a 4).

## Design
A Microsoft investiu mais de US$ 100 milhões no refinamento do design do controle do Xbox One; designers internos criaram protótipos com vários ajustes e refinamentos no design do controle do Xbox 360, juntamente com aqueles que incluíam recursos pouco ortodoxos, como telas e alto-falantes incorporados (que foram rejeitados devido aos seus efeitos na vida útil da bateria e redundância na tela principal e sistema de som) e a capacidade de emitir odores.
O controlador do Xbox One mantém o layout geral encontrado no design do controlador do Xbox 360, mas com melhorias como alças redesenhadas, uma construção mais suave e a remoção do compartimento saliente da bateria. O controlador também contém emissores de luz que permitem que ele seja rastreado e emparelhado usando o sensor Kinect, e detecte quando não está sendo segurado para entrar automaticamente em um estado de baixo consumo de energia. O controlador contém uma porta micro USB, permitindo o uso com fio do controlador com o console ou em computadores que executam o Windows 7 ou posterior com drivers e atualizações de firmware. Para comunicação, o controlador usa um novo protocolo proprietário com largura de banda maior do que o protocolo sem fio usado pelo controlador do Xbox 360, reduzindo a latência e permitindo áudio de fone de ouvido de maior qualidade. Até oito controladores podem ser conectados sem fio ao console ao mesmo tempo; se os controladores também oferecerem suporte a áudio de bate-papo sem fio por meio do fone de ouvido de bate-papo, quatro controladores poderão ser conectados simultaneamente, e se os controladores fornecerem bate-papo sem fio e áudio estéreo no jogo por meio do fone de ouvido estéreo, dois controladores poderão ser conectados simultaneamente.
Os manípulos analógicos apresentam um novo aro texturizado, enquanto o D-pad foi alterado para usar um design mais tradicional de 4 direções em vez do design circular de 8 direções do controlador 360. Essa mudança foi feita parcialmente devido às críticas de jogadores de jogos de luta que, apesar do uso de "varreduras" no D-pad nesses jogos ser parte da motivação para o design de 8 direções, sentiram que o D-pad do Xbox 360 teve um desempenho ruim nesse tipo de jogo. O design atualizado de 4 direções também é mais adequado para uso como teclas individuais em jogos que as utilizam para seleção de itens. O design dos botões frontais foi revisado para melhorar sua legibilidade, usando um design de três camadas que consiste em um fundo preto, uma letra colorida e uma cobertura transparente destinada a fazer a letra parecer "pairar" dentro dela. Os próprios botões também estão ligeiramente mais próximos uns dos outros.
Os amortecedores e botões de gatilho foram revisados com um novo formato curvo para melhorar sua ergonomia, já que os dedos do usuário agora ficam naturalmente em um ângulo sobre eles, ao contrário do design mais reto dos controladores do Xbox 360. Os pára-choques também foram alinhados com os gatilhos. Os próprios gatilhos agora têm uma sensação mais suave e foram mais precisos. Cada gatilho possui motores de vibração independentes chamados "Impulse Triggers", que permitem aos desenvolvedores programar vibração direcional. Um gatilho pode vibrar ao disparar uma arma, ou ambos podem trabalhar juntos para criar feedback que indica a direção de um golpe.

### Xbox Wireless
Depois de 2016, quando a conectividade Bluetooth foi introduzida com a segunda revisão do controlador (Modelo 1708) junto com o Xbox One S, a Microsoft rebatizou seu protocolo de conexão proprietário como "Xbox Wireless". O Xbox Wireless usa uma frequência mais alta que o Bluetooth (2,4 GHz), melhorando a largura de banda e o atraso. A partir de 2017, a Microsoft começou a trabalhar com fabricantes terceirizados para produzir acessórios adicionais usando o Xbox Wireless, sendo a primeira classe os fones de ouvido.
Com uma atualização de firmware que começou a ser implementada em setembro de 2021, os controladores com Bluetooth são capazes de emparelhar com dispositivos usando ambos os protocolos sem fio, permitindo que esses controladores alternem as conexões tocando duas vezes no botão de emparelhamento.

### Xbox Copilot
O Xbox Wireless Controller possui um recurso de acessibilidade de jogo chamado "Copilot", compatível com Xbox e Windows, que permite a utilização de um segundo controlador para auxiliar na entrada do jogo.

## Modelos

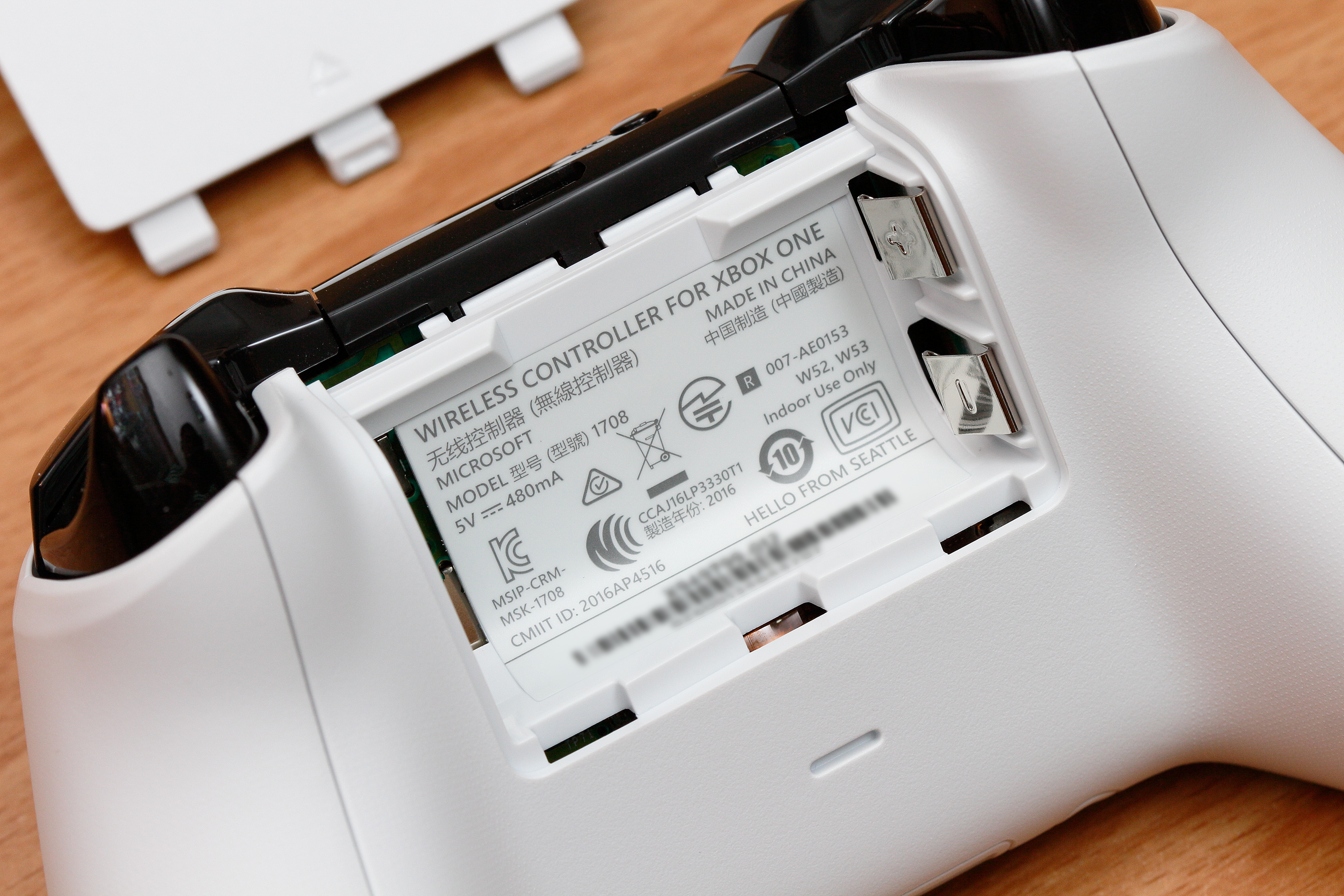
Localização do número do modelo, na etiqueta impressa dentro do compartimento da bateria. Este é o controlador Modelo 1708 (revisão 2016).

### Versão original (2013)
O controlador original lançado com o console Xbox One em novembro de 2013 era preto, com botões coloridos. Uma variante branca comemorativa foi emitida para os funcionários da Microsoft no lançamento, mas não foi disponibilizada ao público até quase um ano depois, inicialmente junto com um console branco correspondente e Sunset Overdrive.

### Primeira revisão (2015)
Em 9 de junho de 2015, a Microsoft revelou uma versão revisada do controlador padrão, com o modelo 1697. Seus botões de ombro foram redesenhados para melhorar a capacidade de resposta, um fone de ouvido de 3,5 mm foi adicionado próximo à porta de expansão do controlador e suporte para atualizações de firmware sem fio foi adicionado.

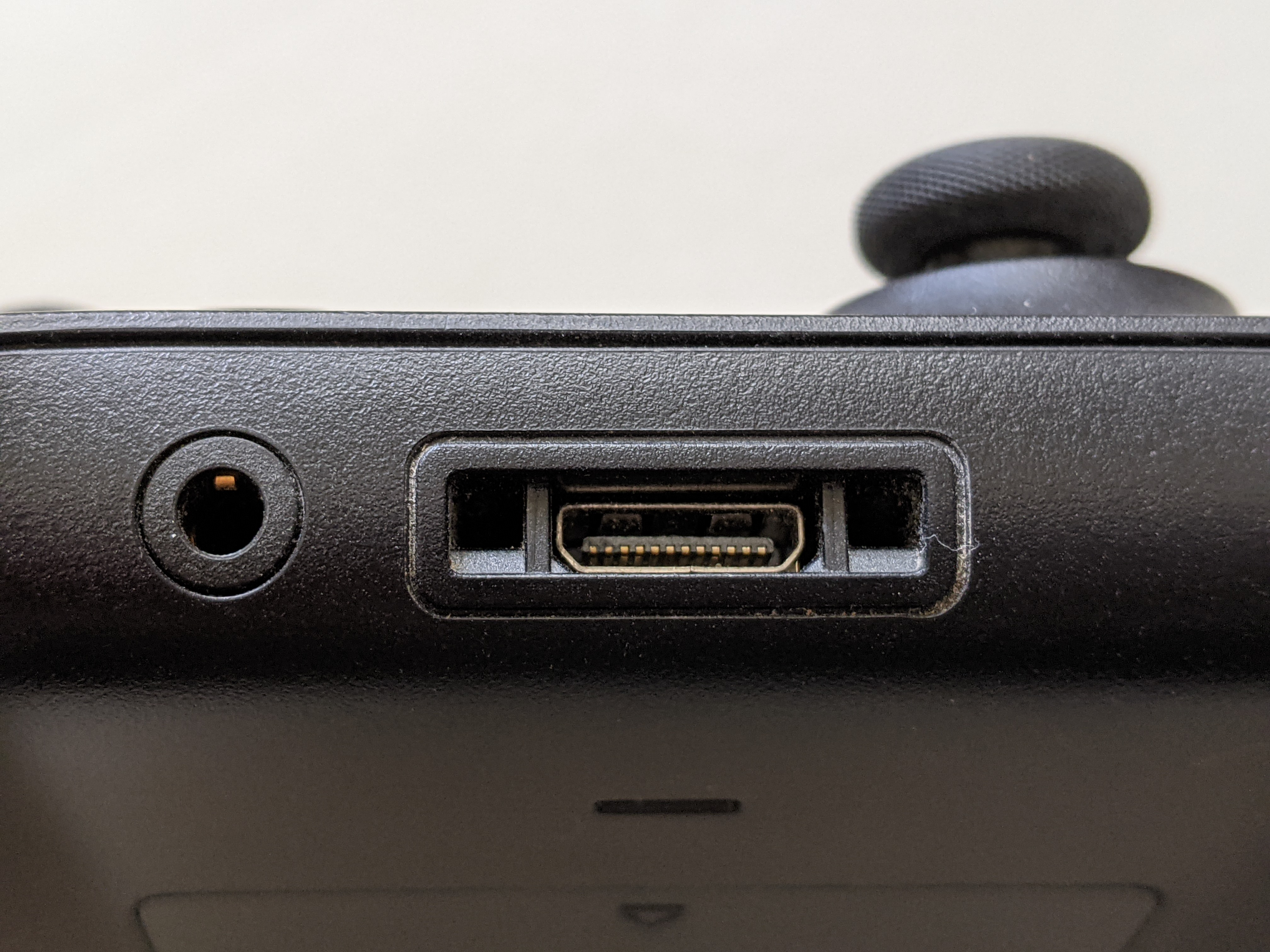
Conector de fone de ouvido analógico (3,5 mm) (L) e interface de adaptador de chatpad/fone de ouvido digital, controlador modelo 1697

### Segunda revisão (2016)
Uma segunda revisão do controlador, modelo 1708, foi introduzida junto com o Xbox One S, um modelo atualizado do console Xbox One lançado em junho de 2016. Possui alças texturizadas e, adicionalmente, suporta Bluetooth para uso com PCs e dispositivos móveis compatíveis. Os usuários também podem solicitar esta revisão do controlador de forma personalizada por meio do serviço "Xbox Design Lab", com sua escolha de cores e uma inscrição opcional de seu nome de tela do Xbox Live por uma taxa adicional.
A segunda revisão pode ser distinguida das revisões anteriores pela cor e textura do plástico ao redor do botão Xbox/guia aceso. Os modelos de controladores anteriores (1537 e 1697) possuem uma peça separada de plástico preto brilhante, com o Modelo 1698 "Elite" também tendo uma peça separada em preto, vermelho escuro ou branco. Na segunda revisão (Modelo 1708) o revestimento frontal do controlador é uma peça única, e a parte ao redor do botão do Xbox agora corresponde à textura e cor do controlador. Está disponível nas cores branco, preto, vermelho e azul, além de outras cores de edição limitada.

### Terceira revisão (2020)

Botão Share

Uma terceira revisão do controlador foi lançada em novembro de 2020, junto com o Xbox Series X e Series S, embora ainda compatível com versões anteriores dos consoles Xbox One existentes. Ele tem uma construção refinada com um corpo um pouco menor, um botão “Share” no centro do controlador abaixo dos botões “View” e “Menu”, um D-pad circular semelhante ao Elite Controller e um USB-C conector em vez de USB Micro-B. O controlador também suporta Bluetooth Low Energy e pode ser emparelhado com um dispositivo Bluetooth e um dispositivo Xbox simultaneamente. O controlador também inclui entrada de latência dinâmica, enviando informações do controlador para o console com mais frequência e em sincronia com a taxa de quadros atual para reduzir a latência entre a entrada do usuário e a reação no jogo. A partir de setembro de 2021, por meio do programa Xbox Insider, a Microsoft começou a lançar os recursos aprimorados de Bluetooth e latência desses controladores mais recentes para seus controladores oficiais do Xbox One, incluindo o Xbox Adaptive Controller.
A Microsoft anunciou em junho de 2021 que o Xbox Design Lab continuará com os controladores da Série X/S, permitindo aos usuários criar seus próprios designs personalizados.

### Quarta revisão (2024)
Materiais de marketing interno para uma quarta revisão do controlador, codinome “Sebile”, vazaram em documentos judiciais publicados publicamente com o processo FTC v. Microsoft. Esta versão será chamada de Xbox Universal Controller e está programada para lançamento em maio de 2024. O Xbox Universal Controller está equipado com Bluetooth 5.2 e botões modulares. Além disso, possui “feedback tátil de precisão” usando atuadores de bobina de voz e um acelerômetro, que suporta a funcionalidade de levantar para despertar.
Foi concebido para promover práticas sustentáveis através da utilização de mais materiais reciclados e do apoio à desmontagem mais fácil e à acessibilidade para reparação; também incluirá uma bateria recarregável que pode ser removida e substituída.

### Resumo
Todos os controladores nesta tabela são totalmente compatíveis com qualquer um dos consoles Xbox One, até a Série X/S.
| Modelo         | Intro. | Desc. | 3.5 mm jack | Bluetooth  | USB     | Miniatura | Notas |
| -------------- | ------ | ----- | ----------- | ---------- | ------- | --------- | --- |
| 1537           | 2013   | 2015  | Não         | Não        | Micro-B |           | Os controladores embalados com sistemas do dia do lançamento são marcados como "DAY ONE 2013" com d-pad cromado. Os funcionários da Microsoft receberam uma versão branca personalizada do controlador 1537 marcada como "Eu fiz isso". |
| 1697           | 2015   | 2016  | Sim         | Não        | Micro-B |           | Conector de áudio padrão de 3,5 mm adicionado à parte inferior do controlador. Capaz de receber atualizações de firmware sem fio do console Xbox One. |
| 1698 "Elite"   | 2015   | 2019  | Sim         | Não [ 34 ] | Micro-B |           | Thumbsticks e d-pad intercambiáveis; pás removíveis na parte inferior duplicando botões frontais; punho emborrachado; bloqueios de gatilho. O esquema de cores padrão é preto e prata, mas o controlador Elite foi posteriormente disponível em uma edição especial predominantemente vermelha com o tema da marca Gears of War 4 e um tema Robot White.                                                            |
| 1708           | 2016   | —     | Sim         | Sim        | Micro-B |           | Introduzido com o Xbox One S. Distinguido das versões anteriores pela textura e cor do plástico ao redor do botão home do Xbox, que agora combina com o resto do corpo do controlador. Inclui conectividade Bluetooth (perfil Bluetooth HID clássico), além do protocolo sem fio proprietário anterior. A conectividade Bluetooth LE (HID over GATT Profile) foi adicionada em uma atualização de firmware de 2021. |
| 1797 "Elite 2" | 2019   | —     | Sim         | (BLE)      | Type C  |           | Comparado com o 1698 "Elite", o "Elite 2" adiciona uma terceira posição de trava do gatilho, tensão ajustável do botão, punho de borracha estendido (envolvendo-se na parte frontal), conectividade Bluetooth (perfil Bluetooth HID clássico) e uma bateria recarregável interna. A conectividade Bluetooth LE (HID over GATT Profile) foi adicionada em uma atualização de firmware de 2021.                       |
| 1914           | 2020   | —     | Sim         | (BLE)      | Type C  |           | Introduzido com os consoles Xbox Series X e Series S, apresentando um corpo um pouco menor, um botão "Share", um D-pad plano côncavo semelhante ao Elite Controller e um conector USB-C. |

Notas
1. ↑  O número do modelo está impresso no adesivo no compartimento da bateria.
2. ↑  Como o Elite Series 2 possui uma bateria interna, o número do modelo está impresso em tinta preta na parte inferior do controlador.

## Cores e estilos
Além das cores padrão, controladores Xbox Wireless de "edição especial" e "edição limitada" também foram vendidos pela Microsoft com esquemas especiais de cores e design, às vezes vinculados a jogos específicos.

### Xbox Design Lab
Em 13 de junho de 2016, a Microsoft lançou o serviço Xbox Design Lab (XDL), inicialmente restrito aos EUA, que disponibilizou combinações de cores personalizadas para o controle do Xbox One S (Modelo 1708) com custo extra. Inicialmente, os clientes podiam escolher uma das quinze cores para cada uma das cinco seções diferentes do controlador (corpo, parte traseira, pára-choques, gatilhos, D-pad); uma das oito cores para os botões; cinco opções para botões frontais (ABXY); e quatro opções para os botões View/Menu, que, segundo a Microsoft, permitiam aproximadamente oito milhões de combinações distintas possíveis. Além disso, os clientes podem solicitar texto gravado a laser de até 16 caracteres por uma taxa adicional.
Com o tempo, mais opções de design foram adicionadas progressivamente, e o serviço foi estendido a clientes na Europa.
Em novembro de 2017, a Microsoft disponibilizou cada um dos 32 logotipos dos times da NFL como uma opção para a frente do controlador, impresso em um fundo Robot White.
Também em 2017, o Xbox fez parceria com a McCann London para lançar o programa "Xbox Design Lab Originals"; o programa, que McCann chamou de "The Fanchise Model", permite que os consumidores ganhem uma parte das vendas criando e comercializando seus designs personalizados por meio do Xbox Design Lab. Os influenciadores da mídia social começaram a anunciar o serviço em 1º de abril de 2017, e um recurso que permitia aos consumidores "reivindicar [seu] design" foi adicionado à loja em 1º de maio, com suporte de varejo começando em 30 de maio. O programa foi creditado por aumentar as vendas de controladores em 350%. Foi premiado com o Grande Prêmio no Festival Internacional de Criatividade de Cannes Lions em 2018 pelo Creative eCommerce Lions e Clio Awards em várias categorias, incluindo relações públicas e jogos.
A partir de 14 de outubro de 2020, o serviço XDL foi suspenso temporariamente até 17 de junho de 2021, quando foi reiniciado usando o controlador mais recente (Modelo 1914) introduzido com o Series X/S.
Em junho de 2022, juntamente com quatro novas cores pastel e cinco padrões de camuflagem, um design Pride foi adicionado ao Design Lab. um controlador com o tema Orgulho já havia sido enviado aos principais influenciadores e mídia em 2021, mas o controlador de 2021 não estava inicialmente disponível para compra.
Em outubro de 2022, o Elite Series 2 foi adicionado como uma opção para o Xbox Design Lab, e cores personalizadas agora podem ser selecionadas para a base e os anéis do polegar.

## Elite Controller
Em 15 de junho de 2015, durante a conferência de imprensa da E3 2015, a Microsoft revelou o Xbox One Elite Wireless Controller, um novo controlador que o chefe da divisão Xbox, Phil Spencer, descreveu como sendo "um controlador de elite para o jogador de elite". Ele apresenta uma construção em aço com um exterior de plástico de toque suave, juntamente com botões de remo traseiros intercambiáveis (com formatos curtos ou longos), topos analógicos (stick original do Xbox One, uma cúpula convexa e uma versão estendida para maior precisão), e designs de almofadas direcionais (o design tradicional de quatro direções ou um design côncavo em forma de disco) e "travas de gatilho" para os gatilhos que permitem aos usuários reduzir a distância necessária para registrar um pressionamento. Por meio do software, os usuários podem personalizar os mapeamentos de botões e remo e ajustar a sensibilidade dos gatilhos e manípulos analógicos. Dois perfis de botão podem ser atribuídos a um switch no controlador para acesso rápido. O Elite Controller foi lançado em 27 de outubro de 2015.

### Variantes cosméticas
Uma variante especial de edição limitada com tema Gears of War 4 do controlador Elite foi revelada durante a conferência de imprensa da Microsoft na E3 2016. Ele apresenta um esquema de cores vermelho escuro rústico com efeito de respingos de sangue e o emblema da série na parte traseira do controlador, e um disco D-pad com símbolos de armas correspondentes às armas do jogo vinculadas a esses controles.
Uma edição especial branca do controlador foi anunciada em 29 de agosto de 2018. Embora um controlador Elite revisado tenha vazado no início de 2018 incorporando mudanças funcionais, a edição especial branca era outra variante cosmética do Elite original.

### Series 2

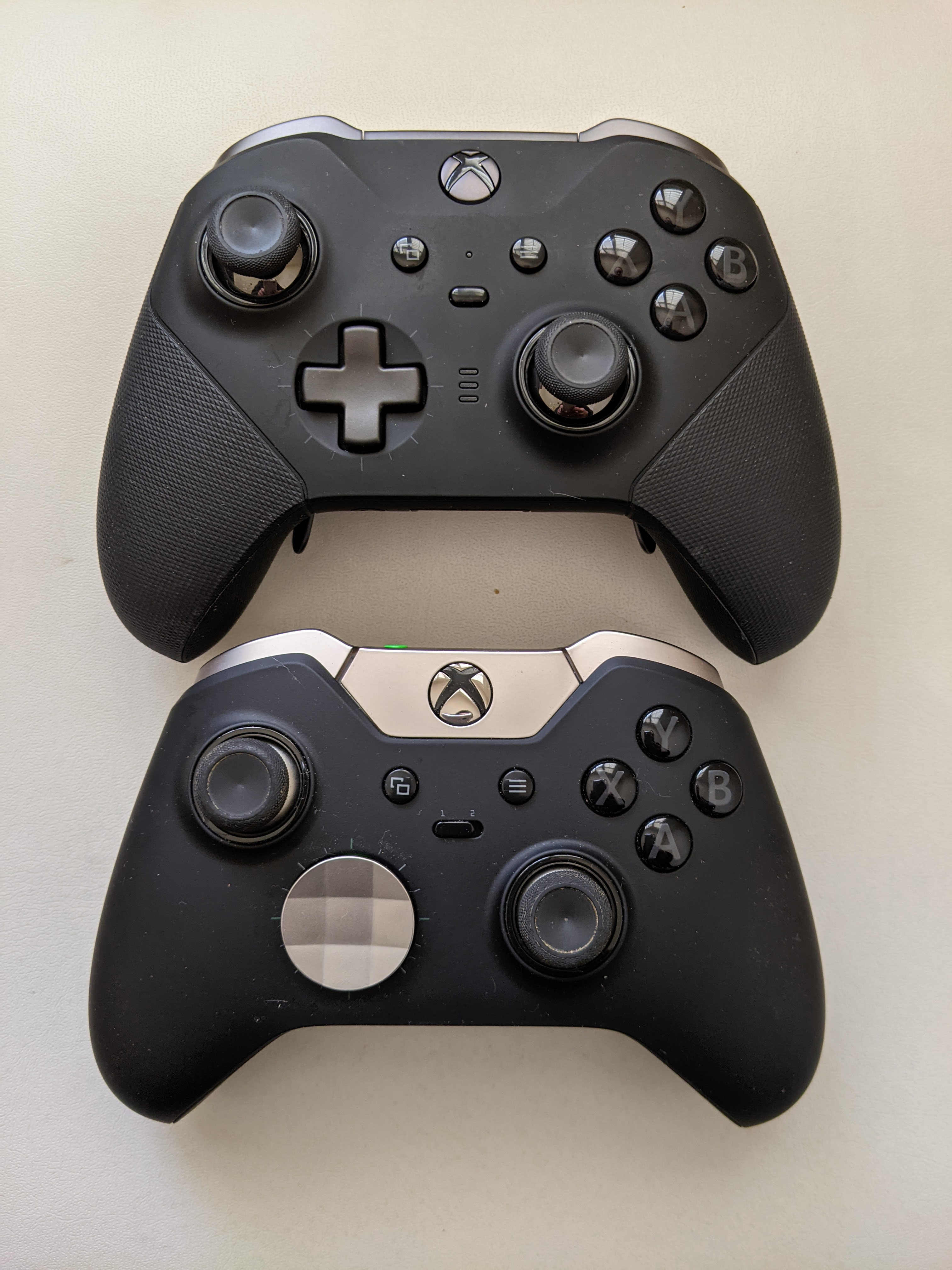
Controladores Series 2 (superior) e Elite originais (inferior)

Os planos para uma versão revisada do controlador Elite vazaram em janeiro de 2018, com uma série de novos recursos, incluindo conector USB-C e outras melhorias de hardware, como bloqueios de gatilho de cabelo de três níveis, tensão ajustável para os polegares, alças de borracha revisadas, três configurações de perfil definidas pelo usuário e conectividade Bluetooth, que foi introduzida com o controlador Xbox One S revisado em 2016.
Na E3 2019, a Microsoft anunciou que começaria a aceitar pré-encomendas do Xbox Elite Wireless Controller Series 2; o controlador estaria disponível a partir de 4 de novembro de 2019.
Em geral, os acessórios (como botões e pás) não são intercambiáveis entre os controladores Elite da Series 2 e da Series 1. O case fornecido com o Elite 2 incluía uma base de carregamento removível (Modelo 1924) para a bateria embutida do controlador e uma passagem para conectar um cabo USB-C a uma porta na base.
As encomendas do controlador Elite Series 2 Core foram abertas em setembro de 2022 com desconto; o controlador é o mesmo do Elite Series 2, mas o corpo de plástico e os botões da versão Core são brancos e o Core não inclui os botões intercambiáveis e acessórios de pás. O "Pacote de componentes completo" pode ser adquirido separadamente, adicionando o estojo de transporte, base de carregamento e acessórios intercambiáveis, o que torna o Core + Component Pack equivalente ao Elite Series 2 padrão. Como o Elite 2 normal, o botão frontal centralizado entre os botões View e Menu está um botão de seleção de perfil, não o botão Capture/Share no Xbox Wireless Controller padrão (revisão 2020, Modelo 1914).

## Suporte em outras plataformas
Os drivers foram lançados em junho de 2014 para permitir que os controladores do Xbox One fossem usados por meio de uma conexão USB em PCs com Windows 7 ou posterior. O Adaptador Sem Fio Xbox One para Windows é um dongle USB que permite que até oito controladores sejam usados ao mesmo tempo sem fio.
Por uma parceria entre a Microsoft e a Oculus VR, o headset de realidade virtual Oculus Rift CV1 incluía inicialmente um controlador de Xbox One, até o lançamento dos controladores de movimento Oculus Touch.
No Windows 10, o suporte para o controlador é integrado, incluindo suporte para áudio sem fio ao usar o dongle sem fio ou cabo USB (não é compatível com Bluetooth). O controlador também pode ser gerenciado por meio do aplicativo Acessórios Xbox, cujos recursos incluem remapeamento de botões (para o controlador normal e Elite), testes de entrada e atualização de firmware. No Windows 7 ou 8.1, são necessários drivers e os recursos mencionados acima não estão disponíveis.
A Microsoft também oferece suporte a controladores Xbox One habilitados para Bluetooth no Android, listando especificamente suporte para Minecraft: Gear VR Edition em determinados dispositivos Samsung Galaxy.
No Linux, os controladores do Xbox One são suportados pelo driver USB xpad. Também existe um driver xpadneo alternativo, que suporta algumas revisões de controlador que não são suportadas pelo driver xpad, bem como recursos adicionais. Alguns desses recursos adicionais, como suporte de driver para motores de vibração de gatilho, nem mesmo são suportados no Windows 10.
Em junho de 2019, a Apple anunciou suporte para controladores Xbox One habilitados para Bluetooth no iOS 13, macOS Catalina e tvOS 13, que foi disponibilizado no outono de 2019.

## Acessórios

### Chat Headset
O fone de ouvido para bate-papo com fio do Xbox One (modelo 1564) é um fone de ouvido de um ouvido com um microfone boom permanentemente conectado a um adaptador que se conecta à porta de expansão retangular na borda inferior do controlador do Xbox One; ele também se encaixa nos dois orifícios redondos que flanqueiam a porta de expansão com pinos de alinhamento de plástico para estabilidade. Existem três botões no adaptador, que permitem ao jogador ajustar o volume do chat e silenciar o microfone. Posteriormente, uma versão do Chat Headset foi disponibilizada com um conector de fone de ouvido padrão de 3,5 mm em vez do adaptador; na versão atualizada, os controles estavam em uma pequena cápsula de plástico alinhada com o cabo.

### Stereo Headset Adapter

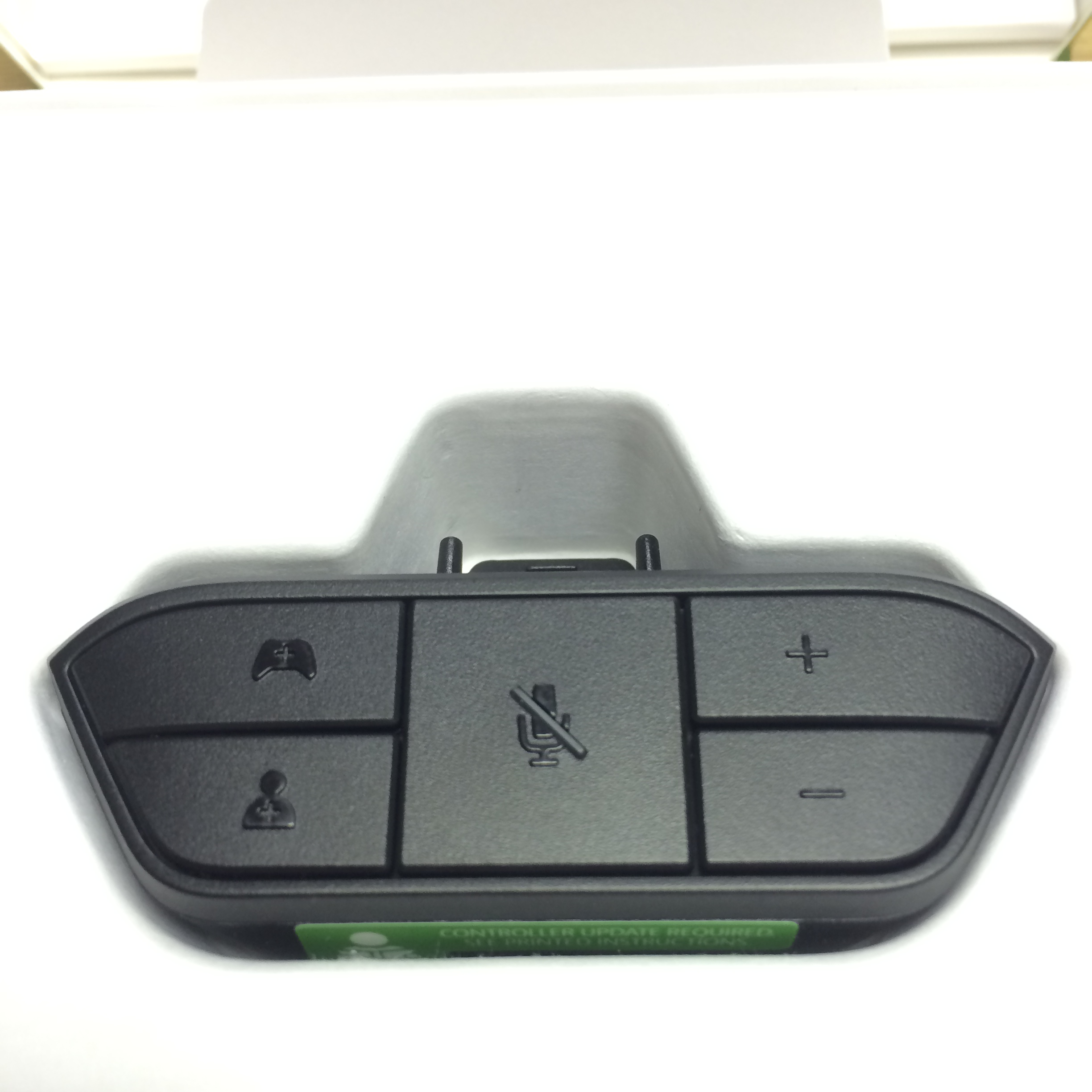
Adaptador de fone de ouvido estéreo

O controlador sem fio do Xbox One original (modelo 1537) não possui entrada para fone de ouvido de 3,5 milímetros na borda inferior do controlador. O adaptador de fone de ouvido estéreo Xbox One (modelo 1626) permite o uso de fones de ouvido estéreo com conectores de fone de ouvido de 3,5 milímetros usando a porta de expansão retangular na parte inferior central de todos os controladores Microsoft Xbox One, incluindo o original (modelo 1537). O adaptador de fone de ouvido estéreo inclui cinco botões que permitem ao jogador equilibrar os níveis de saída de áudio do bate-papo e do jogo, ajustar o volume geral e silenciar o microfone do bate-papo. Ele estava disponível separadamente e em pacote com o fone de ouvido estéreo Xbox One (modelo 1610).

### Chatpad

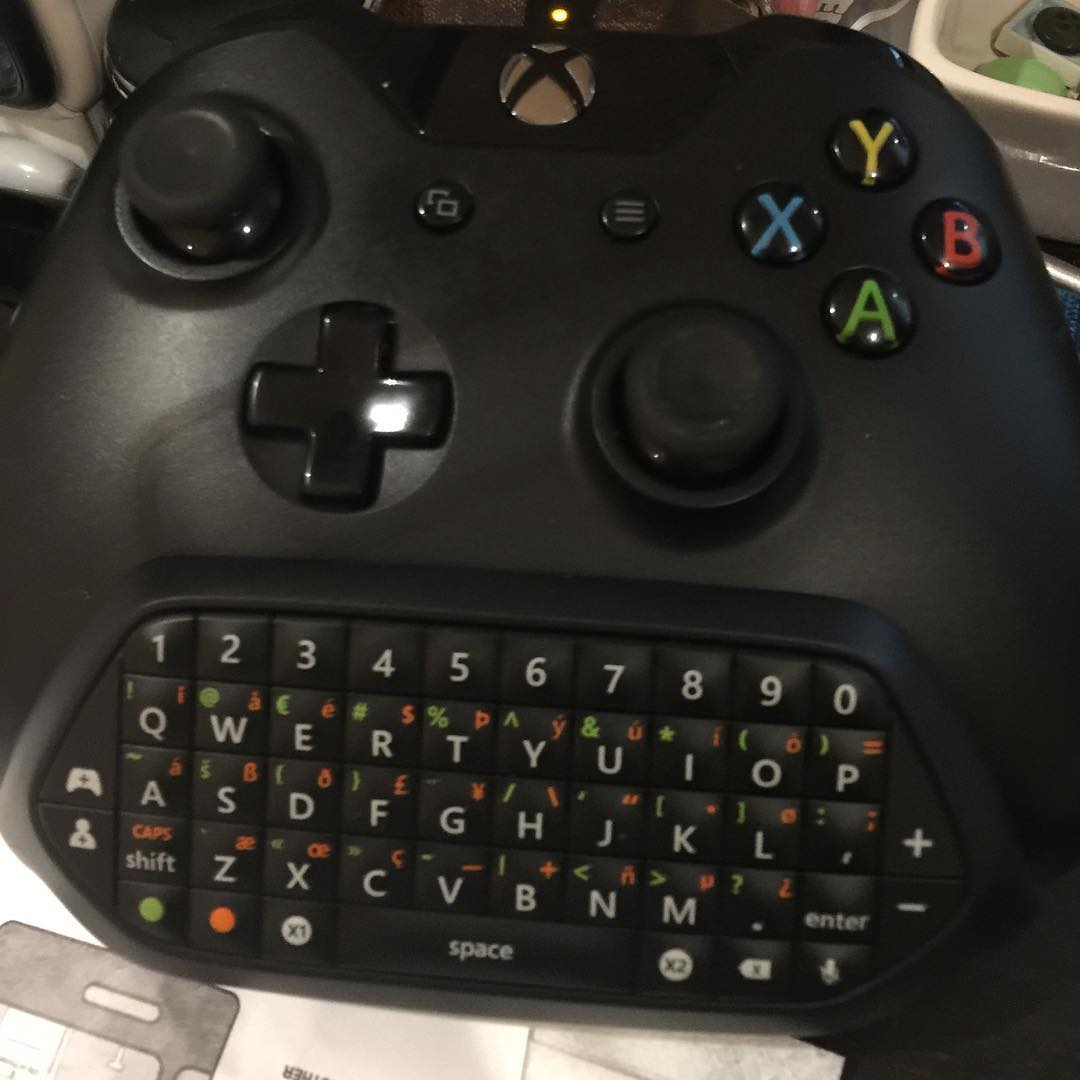
Chatpad conectado a um controlador

O acessório de teclado Microsoft Chatpad (Modelo 1676), semelhante ao Xbox 360 Messenger Kit, foi lançado na Gamescom em 4 de agosto de 2015.
O Chatpad também inclui as funções do adaptador de fone de ouvido estéreo e foi fornecido com a versão atualizada do o Chat Headset terminando em um fone de ouvido de 3,5 mm. Além disso, o Chatpad possui duas teclas programáveis dedicadas; o comportamento padrão permitia ao jogador gravar capturas de tela (X1) e clipes de jogo (X2) sem usar um menu de software, se essa funcionalidade estiver habilitada nas configurações do Xbox Dashboard.

### Play and Charge Kit
Semelhante à versão Xbox 360, o Play and Charge Kit (Modelo 1556/1727) é a bateria recarregável oficial para controladores do Xbox One; inclui a bateria, que é instalada no compartimento de bateria existente, e um cabo de carregamento, que permite aos jogadores carregar o controlador enquanto jogam. O cabo é um cabo USB-A para micro-USB padrão de 2,7 m (9 pés) de comprimento, equipado com uma luz indicadora que fornece informações sobre o estado da carga, brilhando em laranja durante o carregamento e verde ou branco quando concluído. A bateria recarregável de íons de lítio do Xbox One incluída tem capacidade de 1400 mAh a 3,0 V (4,2 Wh).
O Play and Charge Kit foi renomeado para Xbox Recarregável Bateria + Cabo USB-C e lançado para os controladores da Série X/S em 2020. A bateria recarregável é fisicamente idêntica à versão mais antiga, e a atualização do kit é limitada a o cabo incluído, que agora é um cabo USB-A para USB-C de 9 pés (2,7 m) em vez de micro USB. A luz indicadora foi retirada do cabo atualizado.

### Xbox Wireless Adapter for Windows

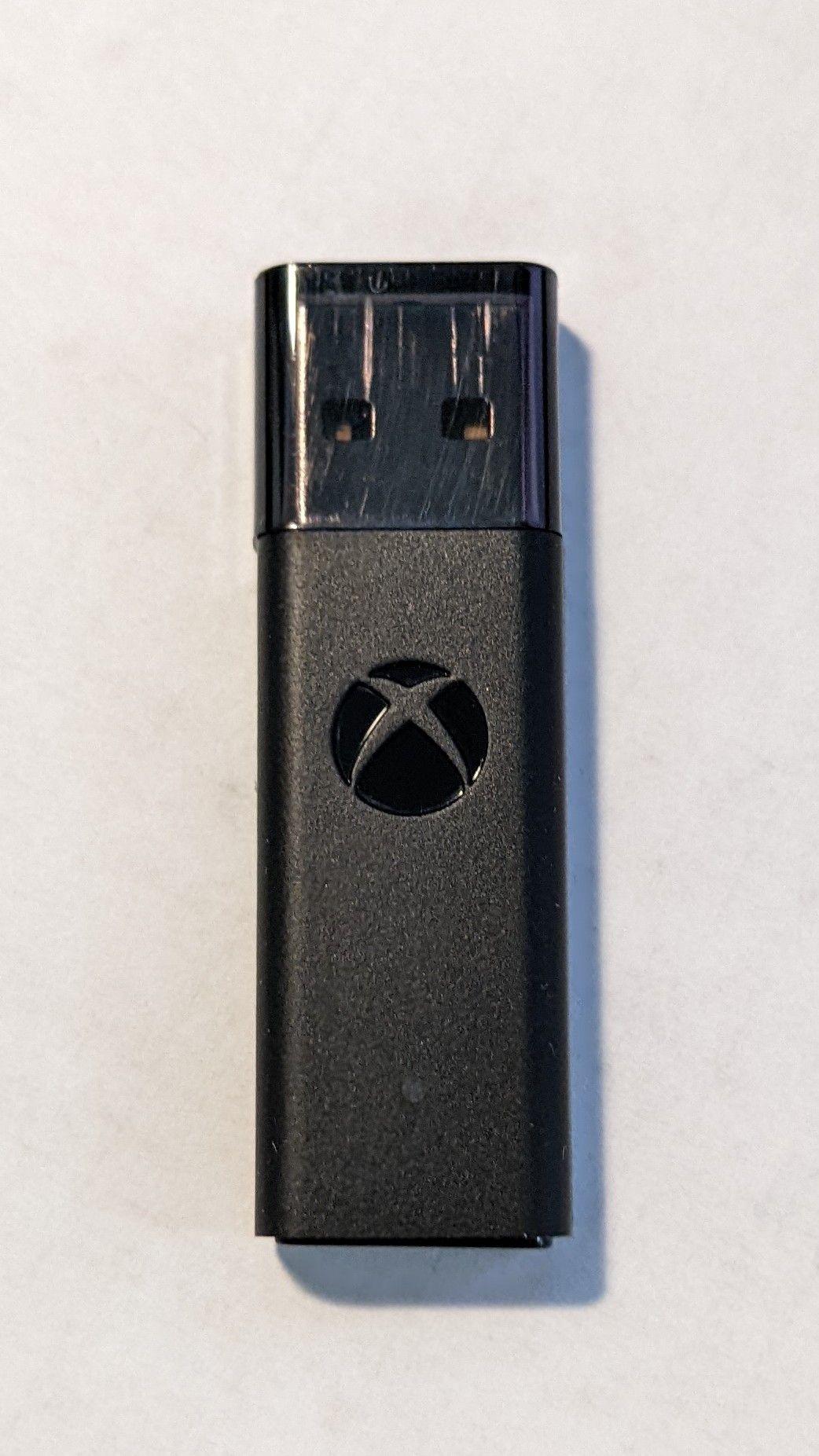
Adaptador sem fio Xbox para Windows 10 (modelo 1790)

O Adaptador Xbox Wireless para Windows (Modelo 1713) é um dongle USB-A com um único botão que permite que computadores que usam o sistema operacional Windows 10 e Windows 11 se conectem a controladores Xbox, fones de ouvido e acessórios semelhantes por meio do protocolo Xbox Wireless proprietário, em vez de do que Bluetooth. Foi anunciado em junho de 2015 e começou a ser comercializado em outubro daquele ano. O suporte para Windows 7 e 8.1 foi adicionado por meio de novos drivers em dezembro de 2015. Ele é equipado com um único LED branco para indicar o status de emparelhamento e conexão sem fio.
Uma versão revisada, agora chamada de Adaptador Xbox Wireless para Windows 10 (Modelo 1790) foi lançada em agosto de 2017 com um tamanho menor, reduzindo o risco de obstrução de portas USB adjacentes. O Modelo 1790 revisado elimina o suporte para Windows 7 e 8.1.